# 小行星6563
小行星6563（英語：6563 Steinheim）是一颗围绕太阳公转的小行星。1991年12月11日，佛蒙特·伯根在陶腾堡发现了此天体。
这颗小行星的绝对星等为98.58147266440379等。